# 1593
| 1593               |
| ------------------ |
| Dødsfald - Fødsler |
|                    |

| Gregoriansk kalender | 1593 MDXCIII            |
| Ab urbe condita      | 2346                    |
| Armensk kalender     | 1042 ԹՎ ՌԽԲ             |
| Kinesiske kalender   | 4289 – 4290 壬辰 – 癸巳 |
| Etiopisk kalender    | 1585 – 1586             |
| Jødisk kalender      | 5353 – 5354             |
| Hindukalendere       |                         |
| - Vikram Samvat      | 1648 – 1649             |
| - Shaka Samvat       | 1515 – 1516             |
| - Kali Yuga          | 4694 – 4695             |
| Iransk kalender      | 971 – 972               |
| Islamisk kalender    | 1001 – 1002             |

Konge i Danmark: Christian 4. 1588 – 1648
Se også 1593 (tal)

## Begivenheder
- 25. juli – Frankrigs protestantiske konge Henri IV konverterer til katolicismen.